# Теорема сравнения Штурма
Теорема сравнения Штурма — классическая теорема, дающая критерий неосцилляции решений некоторых линейных дифференциальных уравнений.
Названа в честь Жака Шарля Франсуа Штурма.
Расширенная версия теоремы, сформулированная ниже, была получена Мауро Пиконе.

## Формулировка
Пусть pi, qi i = 1, 2, — вещественнозначные непрерывные функции на интервале [a, b] и пусть
1. {\displaystyle (p_{1}(x)y^{\prime })^{\prime }+q_{1}(x)y=0}
2. {\displaystyle (p_{2}(x)y^{\prime })^{\prime }+q_{2}(x)y=0}

— два однородных линейных дифференциальных уравнения второго порядка в самосопряженной форме с
{\displaystyle 0<p_{2}(x)\leq p_{1}(x)}
и
{\displaystyle q_{2}(x)\geq q_{1}(x).}
Пусть u — нетривиальное решение (1) с последовательными корнями в z1 и z2 и пусть v — нетривиальное решение (2). Тогда имеет место одно из следующих свойств:
- Существует x в (z1, z2) такие, что v(x) = 0; или же
- Решения u и v пропорциональны; то есть существует λ в R такое, что v(x) = λ u(x).